# Fanny (película de 2013)
Fanny es una adaptación cinematográfica de 2013 de la obra de teatro homónima de 1931 de Marcel Pagnol. Está protagonizada por Daniel Auteuil, Victoire Bélézy, Raphaël Personnaz, Marie-Anne Chazel, Jean-Pierre Darroussin, Daniel Russo, Ariane Ascaride y Nicolas Vaude. Auteuil también dirigió y escribió el guion. 

## Elenco
- Daniel Auteuil : César
- Victoire Bélézy: Fanny
- Jean-Pierre Darroussin :  Panisse
- Raphaël Personnaz : Marius
- Marie-Anne Chazel : Honorine
- Nicolas Vaude : monsieur Brun
- Daniel Russo : Escartefigue
- Ariane Ascaride : Claudine
- Jean-Louis Barcelona : Frisepoulet
- Georges Neri : Elzéar
- Martine Diotalevi : madame Escartefigue
- Michèle Granier : Anaïs
- Aline Choisi : Rosaline
- Vivette Choisi : madame Roumieux

## Recepción de la crítica
En el sitio web Rotten Tomatoes, la película tiene un índice de aprobación del 63%, basado en 8 reseñas, con una calificación promedio de 4.9/10. En Metacritic, la película tiene una puntuación media ponderada de 47 sobre 100, basada en 7 críticos.